# Església de Santa Maria de Montmagastrell
Santa Maria és l'església parroquial de Santa Maria de Montmagastrell, al municipi de Tàrrega (Urgell) protegida com a bé cultural d'interès local.

## Descripció
És una església barroca de façana exterior d'obra vista i amb una portalada emmarcada entre pilastres que sostenen un frontó triangular. La façana finalitza en formes desenvolupades de volutes laterals donant moviment a la façana. El campanar és de base quadrada i només té un sol tram amb dues campanes interiors visibles a partir de les obertures en forma d'arc de mig punt. A l'interior l'església és de nau única coronada per una coberta de falsa cúpula radial, concretament dividida en 10 nerviacions que descendeixen el pes cap a una línia d'imposta que es perllonguen verticalment pels murs laterals gràcies a unes pilastres adossades que van fins al nivell del sol. Lateralment, a cada banda, hi ha obertes tres capelles a les quals s'accedeix mitjançant un arc de mig punt. La part de l'absis central és poligonal i rematat per una gran venera sostinguda per dues trompes laterals. A la part posterior de l'església hi ha un contracor elevat a dos nivells.

## Història
Les poques referències que hi ha són del 1100 pels senyors d'Odena a Sant Pere dels Arquells (Segarra), que era una sufragània del monestir de Santa Maria de l'Estany.